# Lista de estações de pesquisas na Antártida

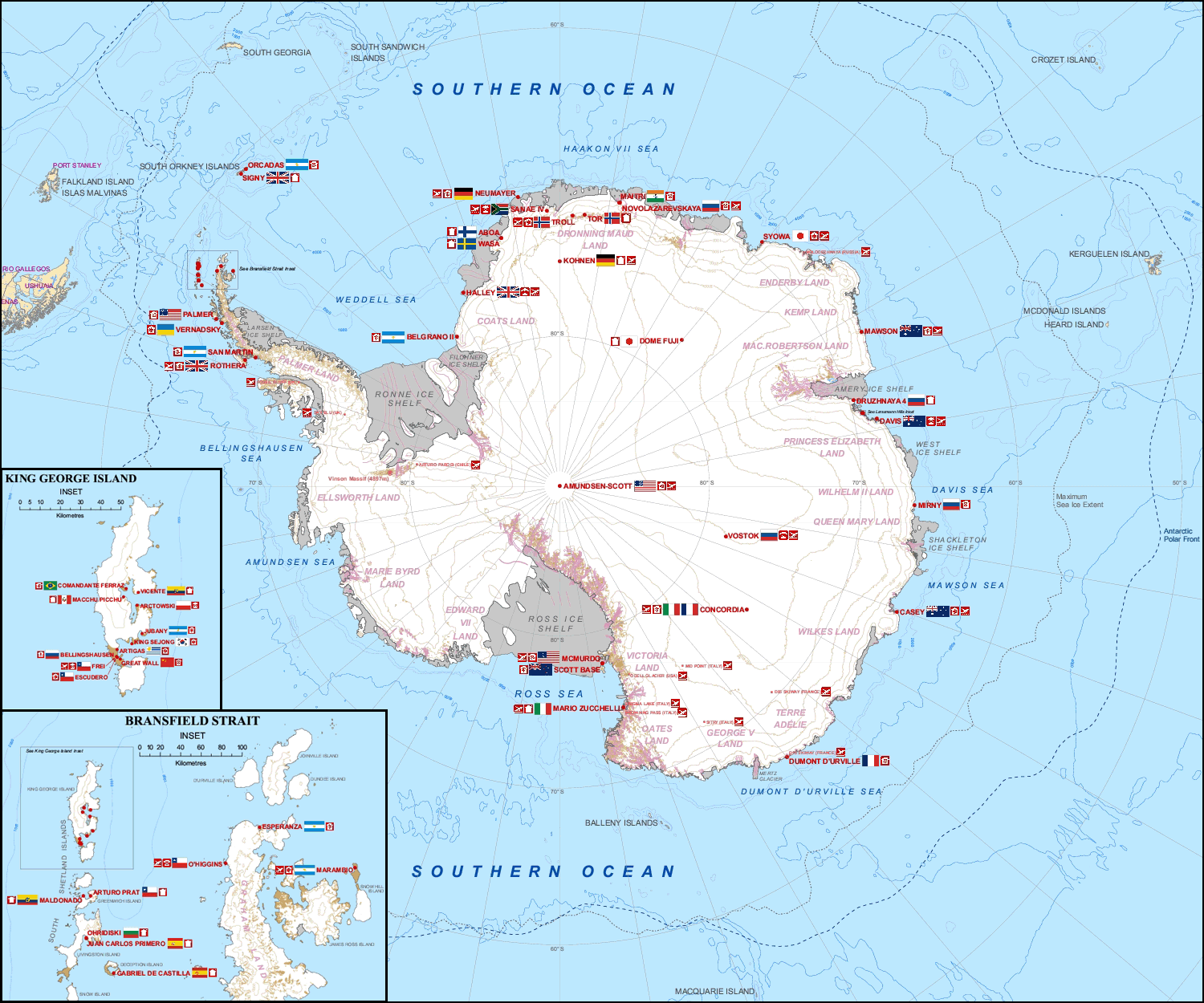
Mapa das estações de pesquisas localizadas na Antártida.

Um expressivo número de governos mantêm estações de pesquisa permanentes por toda a Antártida. Muitas das estações estão com equipes durante o ano. Um total de 30 países (começando em 2006), todos signatários do Tratado Antártico, operam sazonalmente (no verão) e estações de pesquisa durante todo o ano no continente e em seus oceanos circundantes.
A população de pessoas fazendo e apoiando a ciência no continente e suas ilhas próximas varia aproximadamente de 4 000 pessoas durante a estação do verão a 1 000 pessoas durante o inverno.[carece de fontes?] Em acréscimo a estas estações permanentes, aproximadamente 30 acampamentos externos são estabelecidos a cada verão austral para apoiar projetos específicos.

## Estações
| Base                                                      | base                             | País                  | Fundação  | Atividades | Localização                                       | Coordenadas                       | Fuso horário |
| --------------------------------------------------------- | -------------------------------- | --------------------- | --------- | --- | ------------------------------------------------- | --------------------------------- | ------------ |
| Base Antártica Almirante Brown                            | Verão                            | Argentina             | 1951      | Antártica Argentina | Baía Paraíso                                      | 64° 53′ 42,4″ S, 62° 52′ 16,8″ O  | UTC-3        |
| Base Belgrano II                                          | Permanente                       | Argentina             | 1979      | Laboratório e estação meteorológica                                                                                               | Terra de Coats                                    | 77° 52′ 27,8″ S, 34° 37′ 14,9″ O  | UTC-3        |
| Base Capitão Arturo Prat                                  | Permanente                       | Chile                 | 1947      | Marinha Chilena | Ilha Greenwich                                    | 62° 28′ 45″ S, 59° 39′ 51″ O      | UTC-4*       |
| Base Esperanza                                            | Permanente                       | Argentina             | 1975      | Laboratório e estação meteorológica, rádio, uma escola e instalações turísticas.                                                  | Baía Hope                                         | 63° 23′ 50,3″ S, 56° 59′ 49,3″ O  | UTC-3        |
| Base General Bernardo O'Higgins Riquelme                  | Permanente                       | Chile                 | 1948      | Exército Chileno, Logística | Península Antártica                               | 63° 19′ 15″ S, 57° 53′ 56,2″ O    | UTC-4*       |
| Base Jubany                                               | Permanente                       | Argentina             | 1953      | Vida animal, meteorologia | Ilha do Rei George                                | 62° 14′ 16,7″ S, 58° 40′ 00,2″ O  | UTC-3        |
| Base Maldonado                                            | Verão                            | Equador               | 1990      | | Ilha Greenwich                                    | 62° 26′ 56,6″ S, 59° 44′ 29″ O    |              |
| Estação Mawson                                            | Permanente                       | Austrália             | 1954      | Divisão Antártica Australiana | Terra de Mac Robertson                            | 67° 36′ 10,1″ S, 62° 52′ 22,8″ L  | UTC+6        |
| Base Marambio                                             | Permanente                       | Argentina             | 1969      | Laboratório e estação meteorológica, pista de pouso de 1,2 km de comprimento-30m de largura. (website)                            | Ilha Seymour-Marambio                             | 64° 14′ 27,1″ S, 56° 37′ 26,7″ O  | UTC-3        |
| Base Orcadas                                              | Permanente                       | Argentina             | 1904      | Meteorologia | Ilhas Orcadas                                     | 60° 44′ 15,5″ S, 44° 44′ 22″ O    | UTC-3        |
| Base Professor Julio Escudero                             | Permanente                       | Chile                 |           | Instituto Antártico Chileno | Ilha do Rei George                                | 62° 12′ 04,2″ S, 58° 57′ 45,3″ O  | UTC-4*       |
| Base São Clemente de Ohrid                                | Permanente                       | Bulgária              | 1988      | Pesquisas biológicas, mensurações laboratoriais e meteorológicas. Primeira Igreja Ortodoxa Oriental, São Ivan Rilski              | Ilha Livingston                                   | 62° 38′ 29″ S, 60° 21′ 53″ O      |              |
| Base Scott                                                | Permanente                       | Nova Zelândia         | 1957      | Ambiente físico antártico, ecossistemas da Antártica e do Oceano Antártico.                                                       | Ilha de Ross                                      | 77° 50′ 58,5″ S, 166° 46′ 05,9″ L | UTC+12       |
| Estação Domo Fuji                                         | Permanente                       | Japão                 | 1995      | Instituto Nacional de Pesquisa Polar                                                                                              | Terra da Rainha Maud                              | 77° 19′ 01″ S, 39° 42′ 12″ L      |              |
| Estação Akademik Vernadsky                                | Permanente                       | Ucrânia               | 1994      | | Ilha Galindez                                     | 65° 14′ 44,6″ S, 64° 15′ 26″ O    | UTC-3        |
| Estação Antártica Espanhola Gabriel de Castilla           | Verão                            | Espanha               | 1989      | Biologia marinha | Ilha Decepção                                     | 62° 58′ 40,5″ S, 60° 33′ 38,4″ O  |              |
| Estação Antártica Espanhola Juan Carlos I                 | Verão                            | Espanha               | 1988      | CSIC. Laboratório e estação meteorológica e de investigação.                                                                      | Ilha Livingston                                   | 62° 39′ 45,9″ S, 60° 23′ 25,3″ O  |              |
| Estação Antártica Jinnah                                  | Verão                            | Paquistão             | 1991      | Programa Antártico Paquistanês | Costa Rainha Mary                                 | 70° 24′ S, 25° 45′ L              |              |
| Estação Antártica Kunlun                                  | Verão                            | Chile                 | 2009      | Administração Ártica e Antártica Chinesa                                                                                          | Domo A                                            | 80° 25′ 01″ S, 77° 06′ 58″ L      |              |
| Estação Antártica Polonesa Henryk Arctowski               | Permanente                       | Polónia               | 1977      | Oceanobiologia, oceanografia, geologia, geomorfologia, glaciologia, meteorologia, climatologia, sismologia, magnetismo e ecologia | Ilha do Rei George                                | 62° 09′ 00,14″ S, 58° 28′ 02,1″ O |              |
| Estação Asuka                                             | Observação não tripulada         | Japão                 | 1985      | Instituto Nacional de Pesquisa Polar                                                                                              | Terra da Rainha Maud                              | 71° 31′ 34″ S, 24° 08′ 17″ L      |              |
| Estação Bellingshausen                                    | Permanente                       | Rússia                | 1968      | | Ilha do Rei George                                | 62° 11′ 47″ S, 58° 57′ 39″ O      |              |
| Estação Casey                                             | Permanente                       | Austrália             | 1959      | Divisão Antártica Australiana | Baía Vincennes                                    | 66° 16′ 55,6″ S, 110° 31′ 31,9″ L | UTC+8        |
| Estação Comandante Ferraz                                 | Permanente                       | Brasil                | 1984      | Programa Antártico Brasileiro (Proantar)                                                                                          | Ilha do Rei George                                | 62° 05′ 00″ S, 58° 23′ 28,2″ O    | UTC-4*       |
| Estação Concordia                                         | Verão                            | Itália ·              | 2005      | | Domo C, Planalto Antártico                        | 75° 06′ 00″ S, 123° 20′ 00″ L     |              |
| Estação Dakshin Gangotri                                  | Substituída pela Estação Maitri  | Índia                 | 1984-1991 | Programa Antártico Indiano | Terra da Rainha Maud                              | 70° 45′ S, 11° 46′ L              |              |
| Estação Davis                                             | Permanente                       | Austrália             | 1957      | Divisão Antártica Australiana | Terra da Princesa Elizabeth                       | 68° 34′ 35,3″ S, 77° 58′ 09,2″ L  | UTC+7        |
| Estação de Pesquisa Aboa                                  | Verão                            | Finlândia             | 1988      | Programa de Pesquisa Antártica Finlandês                                                                                          | Terra da Rainha Maud                              | 73° 03′ S, 13° 25′ O              |              |
| Estação de Pesquisa Bharathi (planejada)                  | Permanente                       | Índia                 | 2012      | Programa Antártico Indiano |                                                   |                                   |              |
| Estação de Pesquisa Halley                                | Verão                            | Reino Unido           | 1956      | British Antarctic Survey (Serviço Antártico Britânico)                                                                            | Plataforma de Gelo Brunt                          | 75° 35′ 00″ S, 26° 34′ 00″ O      |              |
| Estação de Pesquisa Machu Picchu                          | Verão                            | Peru                  | 1989      | Instituto Antártico Peruano (INANPE)                                                                                              | Baía do Almirantado, Ilha do Rei George           | 62° 05′ 29,9″ S, 58° 28′ 15,4″ O  |              |
| Estação de Pesquisa Rothera                               | Verão                            | Reino Unido           | 1975      | Pesquisa Antártica Britânica | Ilha Adelaide                                     | 67° 34′ 08,3″ S, 68° 07′ 29,1″ O  |              |
| Estação de Pesquisa Signy                                 | Verão (Permanente: de 1947-1995) | Reino Unido           | 1947      | British Antarctic Survey | Ilha Signy, Ilhas Órcades do Sul                  | 60° 43′ S, 45° 36′ O              |              |
| Estação Dumont d'Urville                                  | Permanente                       | França                | 1956      | | Terra Adélia                                      | 66° 39′ 47,3″ S, 140° 00′ 05,3″ L | UTC+10       |
| Estação Eduardo Frei Montalva e Villa Las Estrellas       | Permanente                       | Chile                 | 1969      | Força Aérea Chilena | Ilha do Rei George                                | 62° 11,7′ S, 58° 58,7′ O          | UTC-4*       |
| Estação General Artigas                                   | Permanente                       | Uruguai               | 1984      | Instituto Antártico Uruguaio | Ilha do Rei George                                | 62° 11′ 03,4″ S, 58° 54′ 11,9″ O  | UTC-3        |
| Estação Georg von Neumayer                                | Permanente                       | Alemanha              | 1981-1992 | Instituto Alfred Wegener | Baía Atka                                         | 70° 37′ 00″ S, 8° 22′ 00″ O       | UTC          |
| Estação Gonzalez Videla                                   | Verão                            | Chile                 | 1951      | ? | Baía Paraíso, Water Boat Point.                   | 64° 49′ 24″ S, 62° 51′ 29″ O      |              |
| Estação da Grande Muralha                                 | Permanente                       | China                 | 1985      | Meteorologia | Ilha do Rei George                                | 62° 13′ 02″ S, 58° 57′ 41,5″ O    |              |
| Estação Rei Sejong                                        | Permanente                       | Coreia do Sul         | 1988      | Programa de Pesquisa Antártica da Coréia                                                                                          | Ilha do Rei George                                | 62° 13′ 23,2″ S, 58° 47′ 13,4″ O  |              |
| Estação Law-Racovita                                      | Verão                            | Roménia               | 1986      | Instituto de Pesquisa Polar Romeno                                                                                                | Colinas Larsemann (Terra da Princesa Elizabeth)]] | 69° 23′ 18,9″ S, 76° 22′ 50,75″ L |              |
| Estação Leningradskaya                                    | Reabertura em 2007/2008          | Rússia                | 1971      | Expedição Antártica Russa | Costa de Oates, Terra Victoria                    | 69° 30′ 00″ S, 159° 23′ 00″ L     |              |
| Estação Maitri                                            | Permanente                       | Índia                 | 1989      | Programa Antártico Indiano | Região de Schirmacher                             | 70° 45′ 57,7″ S, 11° 43′ 56,2″ L  |              |
| Estação McMurdo                                           | Permanente                       | Estados Unidos        | 1956      | | Ilha de Ross                                      | 77° 50′ 43,4″ S, 166° 40′ 11,2″ L | UTC+12*      |
| Estação Mirny                                             | Permanente                       | Rússia                | 1956      | Glaciologia, sismologia, meteorologia, luzes polares, radiação cósmica e biologia marinha                                         | Mar de Davis                                      | 66° 33′ 10,4″ S, 93° 00′ 34,8″ L  |              |
| Estação Mizuho                                            | Irregular (estação de baldeação) | Japão                 | 1970      | Instituto Nacional de Pesquisa Polar                                                                                              |                                                   | 70° 41′ 53″ S, 44° 19′ 54″ L      |              |
| Estação Molodyozhnaya                                     | Permanente                       | Rússia · Bielorrússia | 1962      | Meteorologia |                                                   | 67° 39′ 57″ S, 45° 50′ 33,2″ L    |              |
| Estação Neumayer III                                      | Permanente                       | Alemanha              | 2009      | Instituto Alfred Wegener | Baía Atka                                         | 70° 40′ 08″ S, 8° 16′ 01,95″ O    | UTC          |
| Estação Novolazarevskaya                                  | Permanente                       | Rússia                | 1961      | | Terra da Rainha Maud                              | 70° 49′ 21,1″ S, 11° 38′ 40,1″ L  |              |
| Estação Palmer                                            | Permanente                       | Estados Unidos        | 1968      | Laboratório de Ciências, uma doca e uma plataforma para helicópteros                                                              | Ilha Anvers                                       | 64° 46′ 27,1″ S, 64° 03′ 11″ O}   | UTC-4        |
| Estação Polar Mendel                                      | Verão                            | Chéquia               | 2006      | Pesquisas biológicas, geológicas e climáticas                                                                                     | Ilha James Ross                                   | 63° 48′ 06,5″ S, 57° 53′ 07,9″ O  |              |
| Estação Polo Sul Amundsen-Scott                           | Permanente                       | Estados Unidos        | 1957      | Programa Antártico dos Estados Unidos                                                                                             | Polo Sul                                          | 90° S, 0° L                       | UTC+12*      |
| Estação Progress                                          | Verão                            | Rússia                | 1988      | Expedição Antártica Russa | Baía Prydz                                        | 69° 22′ 48,2″ S, 76° 23′ 19,1″ L  |              |
| Estação Russkaya                                          | Re-abertura em 2007/2008         | Rússia                | 1980      | Expedição Antártica Russa | Terra de Marie Byrd                               | 74° 46′ 00″ S, 136° 52′ 00″ O     |              |
| Estação San Martín                                        | Permanente                       | Argentina             | 1951      | Laboratório e mensurações meteorológicas                                                                                          | Ilha Barry                                        | 68° 07′ 48,9″ S, 67° 06′ 07,2″ O  | UTC-3        |
| Estação Showa                                             | Permanente                       | Japão                 | 1958      | Instituto Nacional de Pesquisa Polar                                                                                              | Ilha Ongul do Leste                               | 69° 00′ 15,6″ S, 39° 34′ 48,9″ L  | GMT+3        |
| Estação Siple                                             | Permanente                       | Estados Unidos        | 1973      | STAR Lab |                                                   | 75° 55′ S, 83° 55′ O              | GMT+3        |
| Estação de pesquisa Svea                                  | Verão                            | Suécia                | 1988      | Secretariado de Pesquisa Polar Sueca                                                                                              | Terra da Rainha Maud                              | 74° 35′ 00″ S, 11° 13′ 00″ O      |              |
| Estação Tor                                               | Verão                            | Noruega               | 1993      | Instituto Polar Norueguês | Terra da Rainha Maud                              | 71° 53′ 20″ S, 5° 09′ 30″ L       |              |
| Estação Troll                                             | Permanente                       | Noruega               | 1990      | Instituto Polar Norueguês | Terra da Rainha Maud                              | 72° 00′ 43,5″ S, 2° 31′ 56″ L     |              |
| Estação Vostok                                            | Permanente                       | Rússia                | 1957      | Perfuração do núcleo de gelo | Interior do continente                            | 78° 27′ 51,8″ S, 106° 50′ 14″ L   | UTC+6        |
| Estação de pesquisa Wasa                                  | Verão                            | Suécia                | 1989      | Secretariado de Pesquisa Polar Sueca                                                                                              | Terra da Rainha Maud                              | 73° 03′ S, 13° 25′ O              |              |
| Estação Zhongshan (Sun Yat-Sen)                           | Permanente                       | China                 | 1989      | Instituto de Pesquisa Polar da China (IPPC)                                                                                       | Colinas Larsemann na Baía Prydz                   | 69° 22′ 24″ S, 76° 22′ 12″ L      |              |
| Expedições Antárticas Nacionais da África do Sul SANAE IV | Permanente                       | África do Sul         | 1962      | Pesquisa da atmosfera superior (e.g. raios cósmicos) e ciências terrestres (e.g. geologia).                                       | Plataforma de Gelo Fimbul na Terra da Rainha Maud | 71° 40′ 21,9″ S, 2° 50′ 24,9″ O   |              |
| Estação Kohnen                                            | Verão                            | Alemanha              | 2001      | Instituto Alfred Wegener | Terra da Rainha Maud                              | 75° 00′ S, 0° 04′ L               |              |

* Observar horário de verão.